# Norops schmidti
Norops schmidti este o specie de șopârle din genul Norops, familia Polychrotidae, descrisă de Smith 1939. A fost clasificată de IUCN ca specie cu risc scăzut. Conform Catalogue of Life specia Norops schmidti nu are subspecii cunoscute.